# Bestune T90

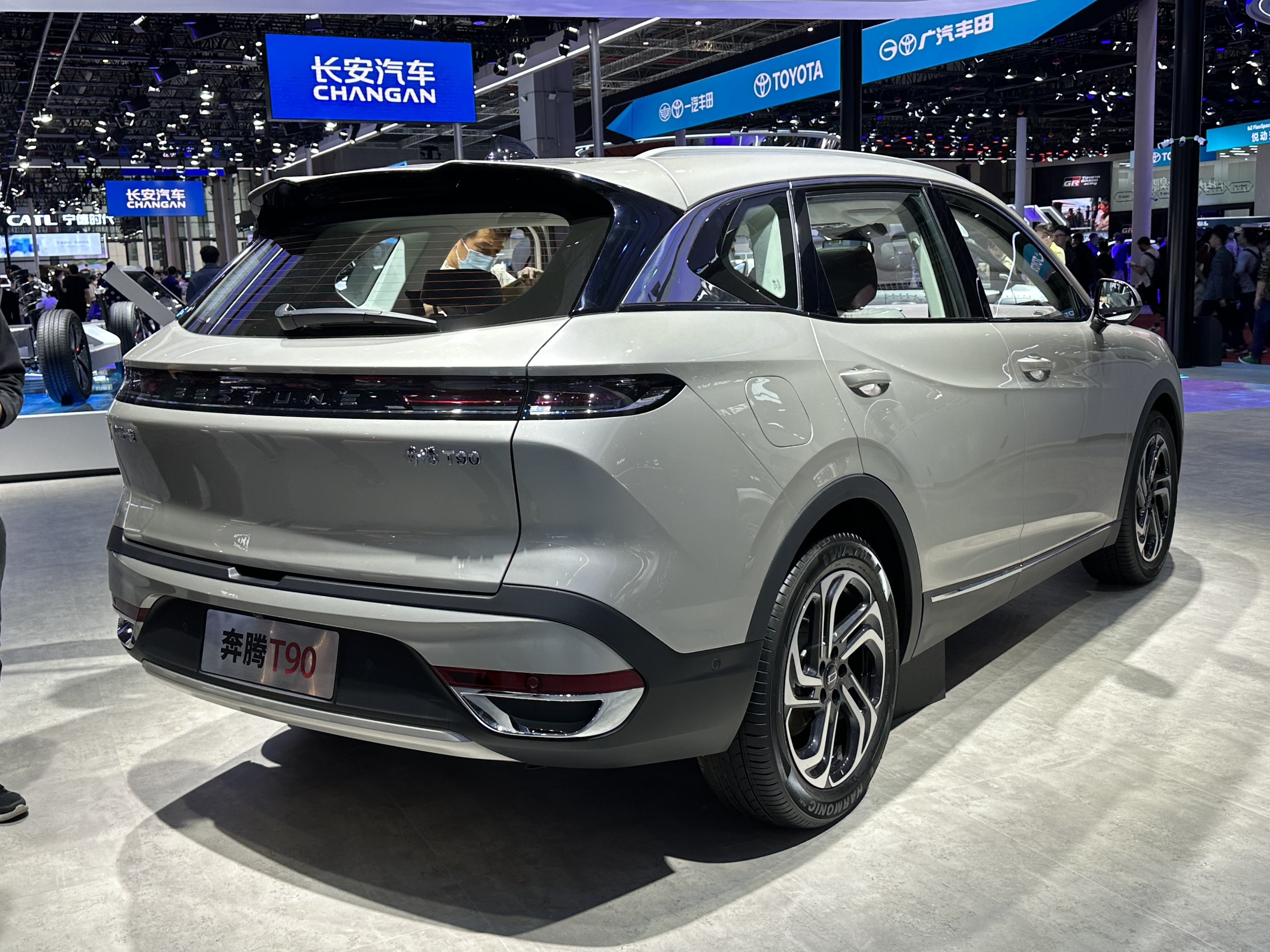
Heckansicht

Der Bestune T90 ist ein Sport Utility Vehicle der zum chinesischen Kraftfahrzeughersteller China FAW Group gehörenden Marke Bestune.

## Geschichte
Vorgestellt wurde das 4,72 Meter lange Fahrzeug im April 2023 auf der Shanghai Auto Show. Der Marktstart auf dem chinesischen Heimatmarkt war im Juni 2023. Im Dezember 2024 erfolgte die Markteinführung in Russland. Der Wagen ist zwischen T77 und T99 positioniert.

## Technische Daten
Angetrieben wird der T90 entweder von einem 1,5-Liter-Ottomotor mit maximal 124 kW (169 PS) oder einem 2,0-Liter-Ottomotor mit maximal 185 kW (252 PS). Beide Motorisierungen haben einen Turbolader und Vorderradantrieb. An der Vorderachse werden MacPherson-Federbeine, an der Hinterachse Mehrlenker-Radaufhängung verbaut. Im November 2023 wurde zudem eine Plug-in-Hybrid-Variante vorgestellt.
|                                             | 1.5T                             | 1.5T                             | 2.0T                       | 2.0T                       |
| ------------------------------------------- | -------------------------------- | -------------------------------- | -------------------------- | -------------------------- |
| Markt                                       | Russland                         | China                            | Russland                   | China                      |
| Bauzeitraum                                 | seit 12/2024                     | seit 06/2023                     | seit 12/2024               | seit 06/2023               |
| Motorkenndaten                              |                                  |                                  |                            |                            |
| Motorart                                    | Ottomotor                        | Ottomotor                        | Ottomotor                  | Ottomotor                  |
| Motorbauart                                 | Reihen-Vierzylinder-Motor        | Reihen-Vierzylinder-Motor        | Reihen-Vierzylinder-Motor  | Reihen-Vierzylinder-Motor  |
| Gemischaufbereitung                         | Benzindirekteinspritzung         | Benzindirekteinspritzung         | Benzindirekteinspritzung   | Benzindirekteinspritzung   |
| Motoraufladung                              | Turbolader                       | Turbolader                       | Turbolader                 | Turbolader                 |
| Hubraum                                     | 1498 cm³                         | 1498 cm³                         | 1989 cm³                   | 1989 cm³                   |
| max. Leistung bei min−1                     | 118 kW (160 PS) / 5500           | 124 kW (169 PS) / 5500           | 180 kW (245 PS) / 5500     | 185 kW (252 PS) / 5500     |
| max. Drehmoment bei min−1                   | 258 Nm / 1500–4350               | 258 Nm / 1500–4350               | 380 Nm / 1800–4000         | 380 Nm / 1800–4000         |
| Kraftübertragung                            |                                  |                                  |                            |                            |
| Antrieb, serienmäßig                        | Vorderradantrieb                 | Vorderradantrieb                 | Vorderradantrieb           | Vorderradantrieb           |
| Getriebe, serienmäßig                       | 7-Stufen-Doppelkupplungsgetriebe | 7-Stufen-Doppelkupplungsgetriebe | 8-Stufen-Automatikgetriebe | 8-Stufen-Automatikgetriebe |
| Messwerte                                   |                                  |                                  |                            |                            |
| Höchstgeschwindigkeit                       | 200 km/h                         | 200 km/h                         | 220 km/h                   | 220 km/h                   |
| Beschleunigung, 0–100 km/h                  | 9,3 s                            | 9,3 s                            | 7,6 s                      | 7,6 s                      |
| Kraftstoffverbrauch auf 100 km (kombiniert) | 7,0 l Super                      | 7,2 l Super                      | 7,2 l Super                | 7,2 l Super                |
| Tankinhalt                                  | 60 l                             | 60 l                             | 60 l                       | 60 l                       |
| Abgasnorm                                   | k. A.                            | China VIb                        | k. A.                      | China VIb                  |